# 東野 (横浜市)
東野（あずまの）は、神奈川県横浜市瀬谷区の地名。丁目の設定のない単独町名である。住居表示未実施区域。

## 地理
瀬谷区の東部に位置し、東に東野台、南に二ツ橋町、西に相沢、北に瀬谷町と接している。

### 地名の由来
町名は、東野という字名が、この地域一帯の名称として使われていたので、名付けた。

## 歴史

### 沿革
- 1983年（昭和53年）12月20日 - 町界町名地番整理事業の施行に伴い、瀬谷町、二ツ橋町の各一部を分離し、東野を新設[6]。

## 世帯数と人口
2025年（令和7年）6月30日現在（横浜市発表）の世帯数と人口は以下の通りである。
| 町丁 | 世帯数  | 人口    |
| ---- | ------- | ------- |
| 東野 | 872世帯 | 2,114人 |

### 人口の変遷
国勢調査による人口の推移。
| 年                 | 人口  |
| ------------------ | ----- |
| 1995年（平成7年）  | 1,765 |
| 2000年（平成12年） | 1,895 |
| 2005年（平成17年） | 1,808 |
| 2010年（平成22年） | 1,842 |
| 2015年（平成27年） | 1,936 |
| 2020年（令和2年）  | 2,002 |

### 世帯数の変遷
国勢調査による世帯数の推移。
| 年                 | 世帯数 |
| ------------------ | ------ |
| 1995年（平成7年）  | 528    |
| 2000年（平成12年） | 624    |
| 2005年（平成17年） | 641    |
| 2010年（平成22年） | 675    |
| 2015年（平成27年） | 720    |
| 2020年（令和2年）  | 772    |

## 学区
市立小・中学校に通う場合、学区は以下の通りとなる（2024年11月時点）。
| 番・番地等                                                                            | 小学校               | 中学校             |
| ------------------------------------------------------------------------------------- | -------------------- | ------------------ |
| 1〜14番地、35番地 36番地、38〜48番地 51〜53番地、55〜60番地 72〜76番地 78番地、79番地 | 横浜市立相沢小学校   | 横浜市立東野中学校 |
| 15〜34番地、37番地 49番地、50番地 54番地、61〜71番地 77番地、80〜165番地              | 横浜市立二つ橋小学校 | 横浜市立東野中学校 |

## 事業所
2021年（令和3年）現在の経済センサス調査による事業所数と従業員数は以下の通りである。
| 町丁 | 事業所数 | 従業員数 |
| ---- | -------- | -------- |
| 東野 | 14事業所 | 193人    |

### 事業者数の変遷
経済センサスによる事業所数の推移。
| 年                 | 事業者数 |
| ------------------ | -------- |
| 2016年（平成28年） | 10       |
| 2021年（令和3年）  | 14       |

### 従業員数の変遷
経済センサスによる従業員数の推移。
| 年                 | 従業員数 |
| ------------------ | -------- |
| 2016年（平成28年） | 45       |
| 2021年（令和3年）  | 193      |

## 施設
- 横浜市立東野中学校

## その他

### 日本郵便
- 郵便番号 : 246-0012[3]（集配局：瀬谷郵便局[16]）。

### 警察
町内の警察の管轄区域は以下の通りである。
| 番・番地・地域等 | 警察署     | 交番・駐在所 |
| ---------------- | ---------- | ------------ |
| 全域             | 瀬谷警察署 | 細谷戸駐在所 |